# GeForce 9
La serie GeForce 9 (conosciuta anche come serie GeForce 9000) è la nona generazione di schede video a marchio NVIDIA, la prima delle quali è stata rilasciata il 21 febbraio 2008. I prodotti sono basati su una microarchitettura Tesla leggermente rifinita, aggiungendo il supporto PCI Express 2.0, miglioramenti al colore e compressione Z.
La serie GeForce 9, prodotta con il chip G92 (e il derivato G94) a 65 nm, a partire dal 2007 garantisce prestazioni superiori alla serie 8 con le schede 9800GTX (più debole di 8800 ULTRA ma più forte di 8800GTS) e 9800GX2. Altre schede di questa serie sono le 9600GT e le 9500GT uscite recentemente. Anche la scheda 8800GT ha risentito di una revisione, ed è ora in vendita come 9800GT (G94). In ultimo la 8800GTS che monta ora un processore G92 a 65 nm e ha 512 MB di memoria GDDR3.
Con l'introduzione della 9800GX2, NVIDIA ha rispolverato la tecnologia Quad-SLI, tecnologia che permette di avere 4GPU per la massima prestazione grafica.
Il chip G92B è stato prodotto col processo a 55 nm per ridurre il consumo energetico e le dimensioni del die.